# John Scalzi
John Michael Scalzi (Fairfield, Kalifornia, 1969. május 10. –) amerikai sci-fi-író, az Amerikai Science-fiction és a Fantasy Írók Egyesületének elnöke. Első könyve, a Vének háborúja 2005-ben jelent meg, melyet Hugo-díjra jelöltek a legjobb regény kategóriában.

## Magyarul megjelent írásai

### Vének háborújasorozat
- Vének háborúja (2005); ford. Pék Zoltán; Agave Könyvek, Budapest, 2012
- Szellemhadtest (2006); ford. Farkas István; Agave Könyvek, Budapest, 2013
- Az utolsó gyarmat (2007); ford. Makai Péter Kristóf; Agave Könyvek, Budapest, 2013
- Zoë története (2008); ford. Farkas István; Agave Könyvek, Budapest, 2013
- A lázadás hangjai (2013); ford. Pék Zoltán, Farkas István; Agave Könyvek, Budapest, 2014
- Árnyékszövetség; ford. Pék Zoltán, Farkas István; Agave Könyvek, Budapest, 2015
- Vének történetei és más írások; ford. Pék Zoltán, Farkas István; Agave Könyvek, Budapest, 2016

### Bezárt elméksorozat
- Bezárt elmék; ford. Farkas Veronika; Agave Könyvek, Budapest, 2014
- Fejvesztve; ford. Farkas Veronika; Agave Könyvek, Budapest, 2018

### Egyesüléssorozat
- Az összeomló birodalom; ford. Benkő Ferenc; Agave Könyvek, Budapest, 2017
- Pusztító tűz; ford. Benkő Ferenc; Agave Könyvek, Budapest, 2019
- Az utolsó emperátor; ford. Benkő Ferenc; Agave Könyvek, Budapest, 2020

### Önálló regények, novellák
- Vörösingesek (2012); ford. Pék Zoltán; Agave Könyvek, Budapest, 2016
- A Kaidzsú Állatvédő Társaság; ford. Rusznyák Csaba; Agave Könyvek, Budapest, 2022
- Állati gonosz; ford. Rusznyák Csaba; Agave Könyvek, Budapest, 2023
- Az irányító; ford. Farkas István; Agave Könyvek, Budapest, 2024
- Csak a Hold az égen; ford. Farkas István et al.; Agave Könyvek, Budapest, 2025